# Governo da República Autônoma da Abecásia
O Governo da República Autónoma da Abecásia (em georgiano: აფხაზეთის ავტონომიური რესპუბლიკის მთავრობა, translit.: Ап’хазет’ис автономиури республика; em abecásio: Аԥснытәи Автономтә Ареспублика) é uma administração reconhecida pela Geórgia como o governo legal da Abecásia. A Abecásia tem sido de facto independente da Geórgia - embora com muito pouco reconhecimento internacional - desde o início da década de 1990.
Depois da guerra na Abecásia (1992-1993), a Georgia propôs conversações com cinco partidos que envolvem o Governo da República Autónoma, o governo de facto da República da Abecásia e o Governo da Geórgia, juntamente com a Rússia e a ONU, como partes interessadas, a fim de resolver o estatuto definitivo da Abecásia no âmbito do Estado da Geórgia. A Abecásia, por sua vez, queria garantias de que a Geórgia não iria tentar resolver o problema pelas Forças Armadas, antes de aceitar quaisquer negociações.
Entre setembro de 2006 e julho de 2008, o Governo da República Autônoma da Abecásia esteve sediado na Alta Abecásia. No entanto, foi forçado a sair de todos os territórios abecásios em agosto de 2008, durante a Guerra Russo-Georgiana, pelas Forças Armadas da Abecásia. A Alta Abecásia é um território que tem população de c. 2.000 habitantes e é centrado na parte superior do Vale de Kodori (cerca de 17% do território da antiga Abecásia). O governo no exílio é parcialmente responsável pelos assuntos de cerca de 250.000 pessoas deslocadas internamente que foram forçados a deixar a Abecásia após a guerra na região e da consequente limpeza étnica dos georgianos na área.
Em 26 de agosto de 2008, a Rússia tornou-se o primeiro país a reconhecer a independência da Abecásia e da Ossétia do Sul, um movimento que foi seguido por apenas quatro países: Venezuela, Nicarágua, Nauru e Tuvalu. Não só a independência não foi reconhecida, mas foi rejeitada pelos Estados Unidos, União Europeia, OTAN, Canadá, Austrália, Japão e a maior parte da comunidade internacional. O Brasil também não reconhece a Abecásia como um Estado soberano, defendendo o território integral da Geórgia e a jurisdição do Governo da República Autônoma da Abecásia sobre o território abecásio.

## Poder Executivo
| Cargo                               | Incumbente       |
| ----------------------------------- | ---------------- |
| Presidente do Gabinete de Ministros | Ruslan Abashidze |
| Presidente do Conselho Supremo      | Jemal Gamakharia |
| Vice-presidente do Conselho Supremo | Tamaz Khubua     |
| Vice-presidente do Conselho Supremo | Davit Gvadzabia  |

### Chefes de Governo
- Tamaz Nadareishvili, setembro de 1993 – 16 de março de 2004;
- Londer Tsaava, 16 de março de 2004 – 30 de setembro de 2004;
- Irakli Analisia, 30 de setembro de 2004 – 24 de abril de 2006;
- Malkhaz Akishbaia, 24 de abril de 2006 – 11 de junho de 2009;
- Giorgi Baramia, 11 de junho de 2009 – 5 de abril de 2013;
- Vakhtang Kolbaia (interino), 8 de abril de 2013 – 1 de maio de 2019;
- Ruslan Abashidze (interino), 1º de maio de 2019 – presente.